# 教宗维吉吕
教宗維奇（拉丁語：Vigilius PP.；？—555年6月7日）原名不詳，於537年3月29日至555年6月7日為教宗。

## 譯名列表
- ：梵蒂冈广播电台[永久] 作。
- ：香港天主教教區檔案　歷任教宗 作。
- 維吉里：大英綫上繁體中文版[永久]作維吉里。